# 二階堂行親
二階堂 行親（にかいどう ゆきちか）は、安土桃山時代の武士。須賀川二階堂氏8代当主。

## 生涯
元亀元年（1570年）、須賀川城主・二階堂盛義の次男として誕生。
父・盛義の死後、蘆名氏の養子になった兄・盛隆に代わって二階堂氏当主となるが、天正10年（1582年）に13歳で死去。一方、天正13年（1585年）に16歳で没とする文献もある。そのため、行親死後は盛義の未亡人・阿南の方（大乗院）が須賀川城主となり、家老の須田盛秀が実質的な城代となって、天正17年（1589年）に伊達政宗に須賀川城を攻め落とされるまで領内を統治した。